# Línea 42 (Buenos Aires)
La línea 42 es una línea de colectivos de la Ciudad de Buenos Aires. Une los barrios de Nueva Pompeya con Ciudad Universitaria.

## Historia
La línea 42 se inició el 10 de noviembre de 1951. Su recorrido inicial era desde la Av. Cobo y Centenera hasta la Estación del Golf de Palermo. Luego se extendió el servicio desde la Estación Lanús hasta el estadio de River Plate. La última modificación que se realizó al recorrido estableció el trayecto entre la Av. Amancio Alcorta y la calle Pepirí hasta Ciudad Universitaria de Buenos Aires.
Actualmente la dueña de la línea es Metalpar.

## Recorrido

### Puente Alsina-Ciudad Universitaria
Ida: Desde Av. Amancio Alcorta, Av. Sáenz, Traful Sur, Traful Norte, Esquiú, Av. Centenera, Santander, José M. Moreno, Acoyte, Muñecas, Dorrego, Guzmán, Jorge Newbery, Av. Corrientes, Av. F. Lacroze, Av. del Libertador,Av Virrey Vértiz,Echeverría,Av Figueroa Alcorta,Av. Udaondo,Autopista Lugones , Intendente Güiraldes, hasta Pabellón 3 de Ciudad Universitaria de Buenos Aires.
Regreso: Desde Pabellón 3 de Ciudad Universitaria de Buenos Aires, Intendente Güiraldes, Intendente Cantilo, Av. Udaondo, Av. Figueroa Alcorta,Juramento,Castañeda, Echeverría, Húsares, Juramento,Av Virrey Vertiz  Teodoro García, Av. Cabildo, F. Lacroze, Av. Corrientes, Dorrego, Martínez Rosas, Darwin, Warnes, Olaya, Díaz Vélez, Acoyte, José M. Moreno, Castañares, Santander, Cachimayo, Mom, Av. Riestra, Av. Centenera, Esquiú, Av. Sáenz, Av. Sáenz Este, 27 de Febrero, Av. Sáenz Oeste hasta Av. Amancio Alcorta y Pepiri.

#### Ramales de Ida
Por La Pampa: Túnel de Libertador, Av. del Libertador, Echeverría, Av. Figueroa Alcorta.
Por River Plate: Av. Virrey Vértiz, Echeverría, Av. Figueroa Alcorta, Av. Udaondo, Leopoldo Lugones, Puente Scalabrini Ortiz...

#### Ramales de Regreso
Por Barrancas: Av. Virrey Vertiz, Av. Libertador...
Por Túnel: Av. del Libertador, Túnel de Libertador, Av. del Libertador, Av. Olleros, Soldado de la Independencia.

#### Ramales Fraccionados
Hasta Chacarita (Ida)
Hasta Cabildo (Ida)
Hasta Barrancas de Belgrano (Ida)
Hasta Estadio Monumental (River Plate) (Ida)
Hasta Av. Rivadavia y Acoyte (Regreso - Esporádicos)

## Horarios y frecuencias

### Av. Amancio Alcorta y Pepiri - Ciudad Universitaria desde A. Alcorta y Pepirí
| Días Hábiles  |             | Sábados       |             | Domingos y feriados |             |
| ------------- | ----------- | ------------- | ----------- | ------------------- | ----------- |
| Horario       | Frecuencia  | Horario       | Frecuencia  | Horario             | Frecuencia  |
| 00:00 a 04:30 | cada 30 min | 00:00 a 05:00 | cada 30 min | 00:00 a 05:30       | cada 30 min |
| 04:30 a 05:00 | cada 15 min | 05:00 a 06:00 | cada 15 min | 05:30 a 07:30       | cada 15 min |
| 05:00 a 06:00 | cada 12 min | 06:00 a 19:00 | cada 6 min  | 07:30 a 20:00       | cada 7 min  |
| 06:00 a 19:00 | cada 9 min  | 19:00 a 21:00 | cada 10 min | 20:00 a 21:00       | cada 10 min |
| 19:00 a 21:00 | cada 8 min  | 21:00 a 24:00 | cada 15 min | 21:00 a 24:00       | cada 15 min |
| 21:00 a 22:00 | cada 12 min |               |             |                     |             |
| 22:00 a 24:00 | cada 15 min |               |             |                     |             |

### Av. Amancio Alcorta y Pepiri - Ciudad Universitaria desde Ciudad Universitaria
| Días Hábiles  |             | Sábados       |             | Domingos y feriados |             |
| ------------- | ----------- | ------------- | ----------- | ------------------- | ----------- |
| Horario       | Frecuencia  | Horario       | Frecuencia  | Horario             | Frecuencia  |
| 00:00 a 04:30 | cada 30 min | 00:00 a 05:30 | cada 30 min | 00:00 a 06:00       | cada 30 min |
| 04:30 a 05:30 | cada 15 min | 05:30 a 06:30 | cada 15 min | 06:00 a 08:00       | cada 15 min |
| 05:30 a 06:30 | cada 12 min | 06:30 a 19:30 | cada 6 min  | 08:00 a 20:00       | cada 7 min  |
| 06:30 a 19:30 | cada 9 min  | 19:30 a 21:30 | cada 10 min | 20:00 a 21:00       | cada 10 min |
| 19:30 a 21:30 | cada 8 min  | 21:30 a 24:00 | cada 15 min | 21:00 a 24:00       | cada 15 min |
| 21:30 a 24:00 | cada 12 min |               |             |                     |             |

### Av. Amancio Alcorta y Pepiri - Ciudad Universitaria (por La Pampa) desde A. Alcorta y Pepirí
| Días Hábiles  |            |
| ------------- | ---------- |
| Horario       | Frecuencia |
| 06:00 a 19:00 | cada 9 min |

### Av. Amancio Alcorta y Pepiri - Ciudad Universitaria (por La Pampa) desde Ciudad Universitaria
| Días Hábiles  |            |
| ------------- | ---------- |
| Horario       | Frecuencia |
| 07:30 a 20:30 | cada 9 min |